# Jämjö pastorat
Jämjö pastorat är ett pastorat i Blekinge kontrakt i Lunds stift i Karlskrona kommun i Blekinge län. 
Pastoratet bildades 2002 och består av följande församlingar:
- Jämjö församling
- Kristianopels församling
- Ramdala församling
- Sturkö församling
- Torhamns församling

Pastoratskod är 071904